# Roggenstorf
Roggenstorf ist eine Gemeinde im Nordwesten des Landkreises Nordwestmecklenburg in Mecklenburg-Vorpommern (Deutschland). Die Gemeinde wird vom Amt Grevesmühlen-Land mit Sitz in der Stadt Grevesmühlen, die eine Verwaltungsgemeinschaft mit dem Amt bildet, verwaltet. In Roggenstorf und Umgebung spielt die Landwirtschaft eine große Rolle. Die Nähe zur Ostsee ist aber auch für Touristen interessant.

## Geografie
Die Gemeinde Roggenstorf zieht sich vom Klützer Winkel im Norden bis zum Tal der Stepenitz hin. Die Steilküste der Ostsee liegt etwa zehn Kilometer Luftlinie von Roggenstorf entfernt. Die nächstliegenden Städte sind Dassow, Klütz und Grevesmühlen.
Umgeben wird Roggenstorf von den Nachbargemeinden Kalkhorst im Norden, Klütz im Nordosten, Damshagen im Osten, Stepenitztal im Süden sowie Dassow im Westen.
Zu Roggenstorf gehören die Ortsteile Alt-Greschendorf, Grevenstein, Rankendorf und Tramm.

## Geschichte
Am 1. Juli 1950 wurden die bis dahin eigenständigen Gemeinden Grevenstein und Groß Voigtshagen eingegliedert.
Rankendorf: 1220 wurde die Familie von Both als Besitzer von Rankendorf genannt, die bis 1764 das Gut besaßen; danach die Familien von Bülow (18. Jh.), von Müller (bis 1890) und von Bobsien (bis 1945). Das zweigeschossige Herrenhaus wurde 1903, nach einem Brand des alten Herrenhauses 1898, im Stil der Neorenaissance errichtet. Es war in den 1950er Jahren die zentrale Hermann-Litzendorf-Schule, dann bis 1990 ein Alten- und Pflegeheim wurde danach durch die Familie Bobsien zurückgekauft.
2022 wurde es an einen ortsansässigen Anwalt verkauft. Seit 2023 gerört das Haus der Familie Miebach.

## Politik

### Gemeindevertretung und Bürgermeister
Der Gemeinderat besteht (inkl. Bürgermeister) aus 6 Mitgliedern. Die Wahl zum Gemeinderat am 26. Mai 2019 hatte folgende Ergebnisse:
| Partei/Bewerber                      | Prozent | Sitze |
| ------------------------------------ | ------- | ----- |
| Bürger für die Gemeinde Roggenstorf  | 60,79   | 4     |
| Freie Wählergemeinschaft Roggenstorf | 39,21   | 2     |

Bürgermeister der Gemeinde ist Bernardus Straathof, er wurde mit 61,96 % der Stimmen gewählt.

### Wappen
| Wappen von Roggenstorf | Blasonierung: „In Grün aus einem aufgeschlagenen silbernen Buch wachsend drei fächerartig gestellte goldene Roggenähren mit Halmblättern.“ |
| Wappen von Roggenstorf | Wappenbegründung: Mit den Roggenähren lehnt sich das Wappen von der Phonetik her (nicht linguistisch) an den Ortsnamen an, während das aufgeschlagene Buch Bezug auf den Schriftsteller Fritz Reuter nimmt, der die hiesige Pastorentochter zur Frau nahm und eine Zeitlang im Ort weilte. Das Wappen und die Flagge wurde von dem Magdeburger Jörg Mantzsch gestaltet. Es wurde zusammen mit der Flagge am 20. Juni 2014 durch das Ministerium des Innern genehmigt und unter der Nr. 354 der Wappenrolle des Landes Mecklenburg-Vorpommern registriert. |

### Flagge
Die Flagge ist gleichmäßig längs gestreift von Gelb und Grün. In der Mitte des Flaggentuchs liegt, auf jeweils zwei Drittel des gelben und des grünen Streifens übergreifend, das gelb gesäumte Gemeindewappen. Die Höhe des Flaggentuchs verhält sich zur Länge wie 3:5.

### Dienstsiegel
Das Dienstsiegel zeigt das Gemeindewappen mit der Umschrift „GEMEINDE ROGGENSTORF • LANDKREIS NORDWESTMECKLENBURG“.

## Sehenswürdigkeiten

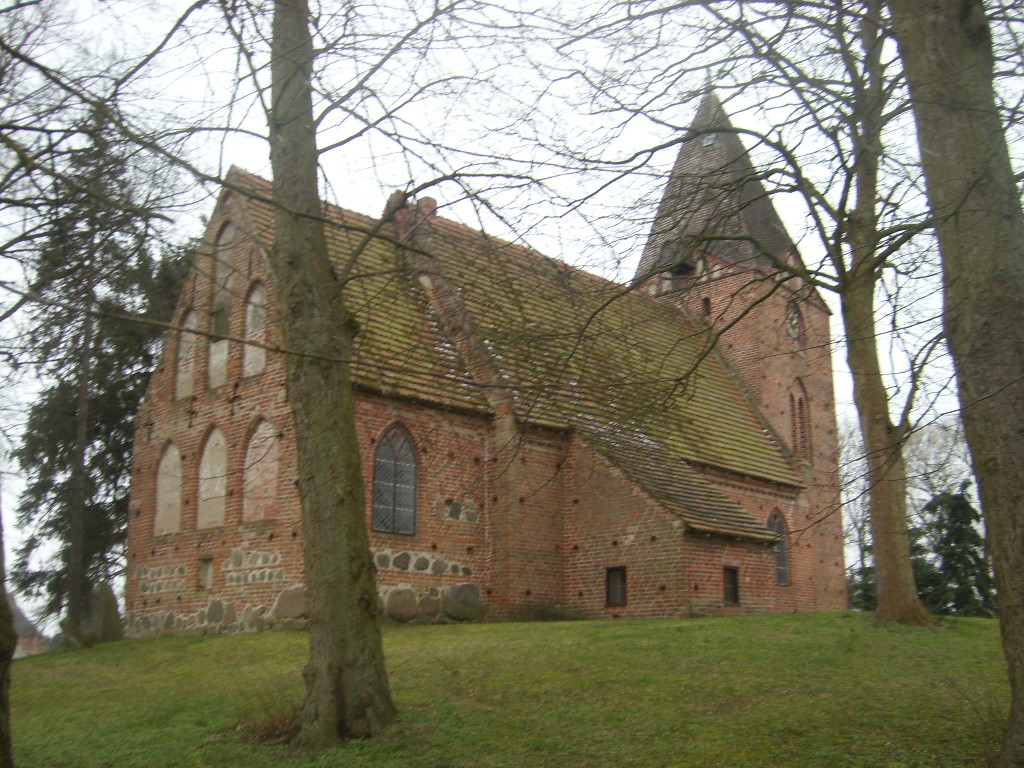
Dorfkirche Ostern 2008

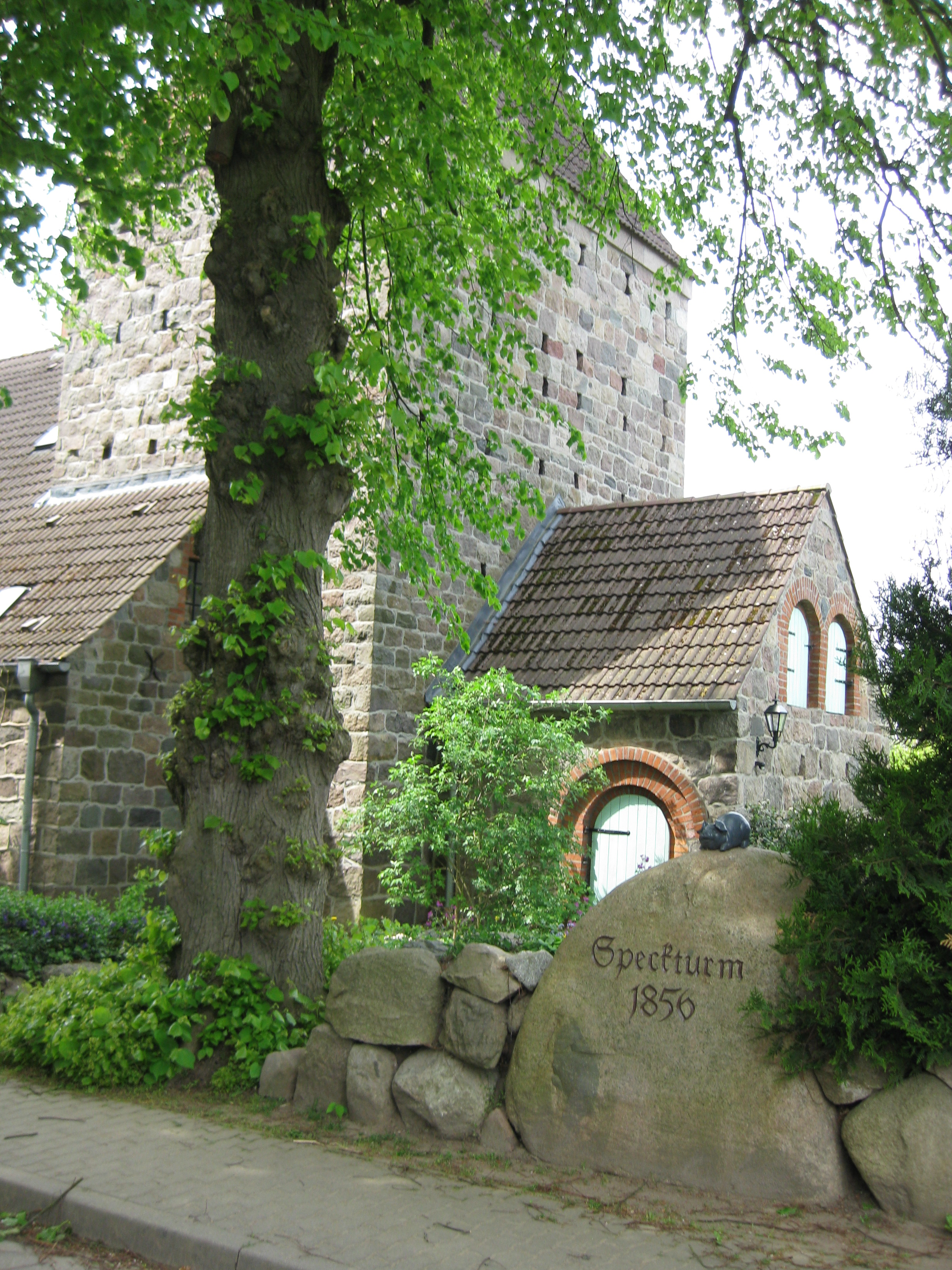
Speckturm

Die Dorfkirche Roggenstorf stammt aus dem 14. Jahrhundert, hier heirateten 1851 der bedeutende niederdeutsche Schriftsteller Fritz Reuter und Luise Kuntze, die Tochter des Roggenstorfer Pfarrers. Daran erinnert eine Gedenktafel am Pfarrhaus der Kirche.
Im Ortsteil Rankendorf gibt es ein inzwischen saniertes ehemaliges Gutshaus, in einem Gästehaus kann man alte landwirtschaftliche Arbeitsgeräte besichtigen. Der aus Feldsteinen 1856 erbaute Speckturm in Rankendorf mutet etwas kurios an; es handelte sich um ein Gebäude das ursprünglich allen Bewohnern Rankendorfs zum Räuchern diente. Es erinnert äußerlich an eine mittelalterliche Dorfkirche, deren Schiff in Wohnungen unterteilt wurde. In der 1903 errichteten Windmühle im Ortsteil Grevenstein wird eine mineralogische Sammlung gezeigt. Statt der Kappe besitzt sie einen Aussichtsturm. In naher Zukunft wird in einer ehemaligen Kiesgrube ein Findlingsgarten entstehen.

## Verkehr
Durch den Süden des Gemeindegebietes (Ortsteil Tramm) führt die Bundesstraße 105 von Wismar nach Lübeck. In Tramm begann in der DDR-Zeit das Sperrgebiet zur Bundesrepublik Deutschland – fast 20 km vor dem damaligen Grenzübergang Selmsdorf / Lübeck-Schlutup. Die Auffahrt Schönberg an der A 20 liegt in ca. 15 km Entfernung, der nächste Bahnhof befindet sich in Grieben (Bahnstrecke Lübeck–Bad Kleinen).

## Persönlichkeiten
- Niels Sönnichsen (1930–2021), Dermatologe und Immunologe, geboren in Roggenstorf

## Belege
1. ↑  Statistisches Amt M-V – Bevölkerungsstand der Kreise, Ämter und Gemeinden 2023 (XLS-Datei) (Amtliche Einwohnerzahlen in Fortschreibung des Zensus 2011) (Hilfe dazu).
2. ↑  Zweckverband Kommunale Datenverarbeitung Oldenburg(ZKO)
3. ↑  Zweckverband Kommunale Datenverarbeitung Oldenburg(ZKO)
4. 1 2  Hauptsatzung § 1 (Seite nicht mehr abrufbar, festgestellt im Januar 2023. Suche in Webarchiven)  Info: Der Link wurde automatisch als defekt markiert. Bitte prüfe den Link gemäß Anleitung und entferne dann diesen Hinweis. (PDF).